# آندریا میلانی (بازیکن فوتبال، زاده ۱۹۸۰)
آندریا میلانی (انگلیسی: Andrea Milani؛ زادهٔ ۹ دسامبر ۱۹۸۰) بازیکن فوتبال اهل ایتالیا است.
از باشگاه‌هایی که در آن بازی کرده‌است می‌توان به باشگاه ورزشی لاتزیو، باشگاه فوتبال مودنا، باشگاه فوتبال آنکونا، باشگاه فوتبال چیتادلا، باشگاه فوتبال برشا، باشگاه فوتبال باری، باشگاه فوتبال لاتینا، و باشگاه فوتبال تریستیانا اشاره کرد.